# 邢侗
邢侗（1551年—1612年），字子愿，号知吾、啖面生、方山道民，晚号来禽主人、济源山主，山东临邑人。晚明政治人物、書畫家。

## 生平
隆慶四年（1570年）庚午科順天府鄉試第九十五名，萬曆二年（1574年）甲戌科進士。初授南宮縣知縣。八年六月擢授山西道監察御史，十年巡盐河東，十一年巡按苏松。十二年二月升湖广右参议，十四年正月官至陕西行太仆寺少卿，以親老乞休。
善繪事，能诗文，又工書法，七岁能作擘窠书，尤好王羲之書法。钱谦益說他“风流文采，几与江左文、董，先后照映”，“能文能诗、能书能画，蕞会诸长，擅绝兼品。”。《四库全书总目提要》称侗以善书得名当时，与董氏有“北邢南董”之目。又與張瑞圖、董其昌、米萬鐘並稱「晚明四大家」。
邢侗以御史按江南，苏州有富民潘璧成之狱，所娶金陵角妓刘八者，亦在狱中。刘素有艳称，对簿日呼之上，谛视之，果光丽照人，因屏左右密与订，待报满离任，与晤于某所。遂轻其罪，发回教坊。未几邢去，令人从南中潜窜入舟，至家许久，方别。

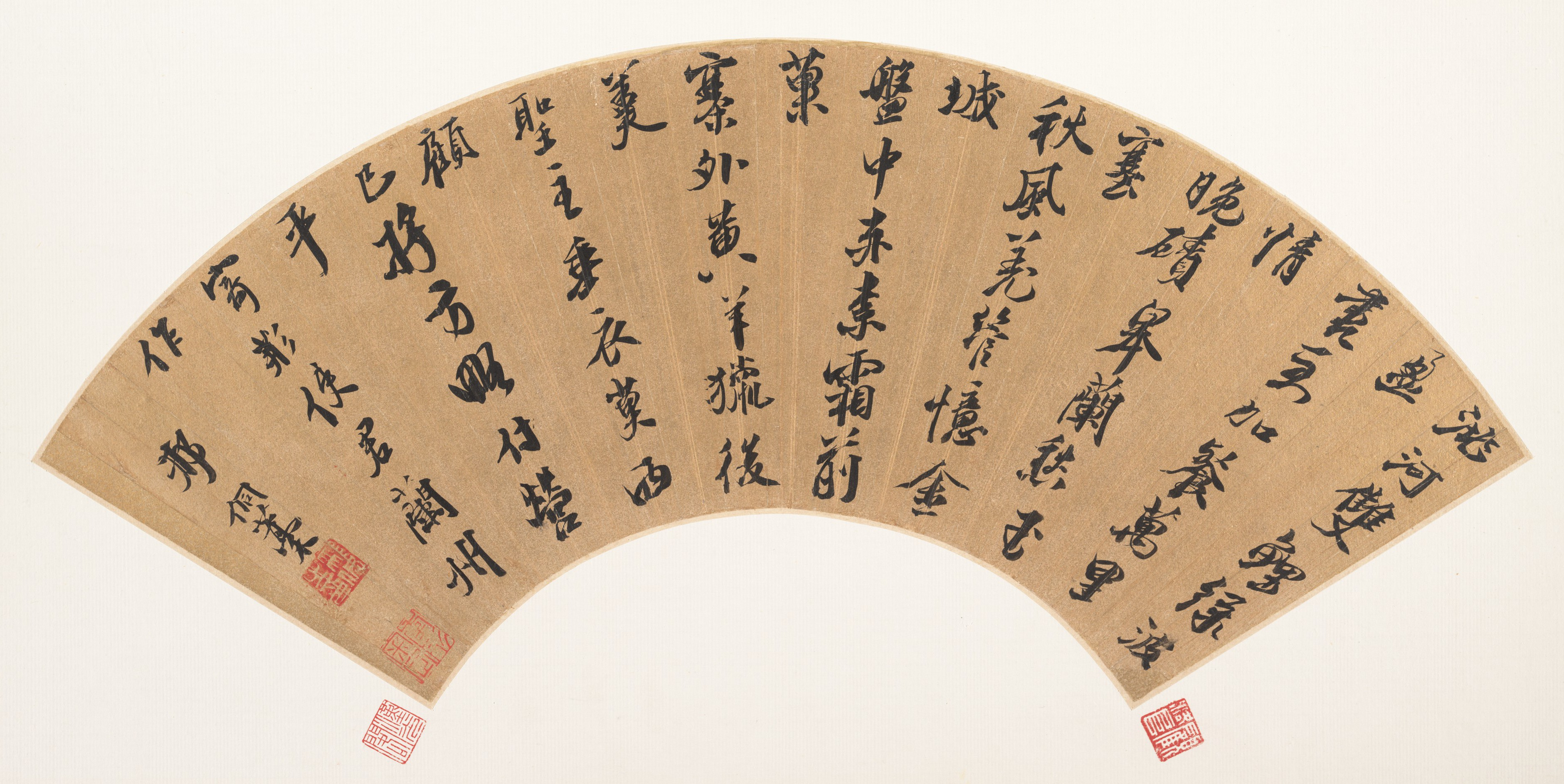
邢侗行书兰州诗扇面（美国大都会艺术博物馆藏）

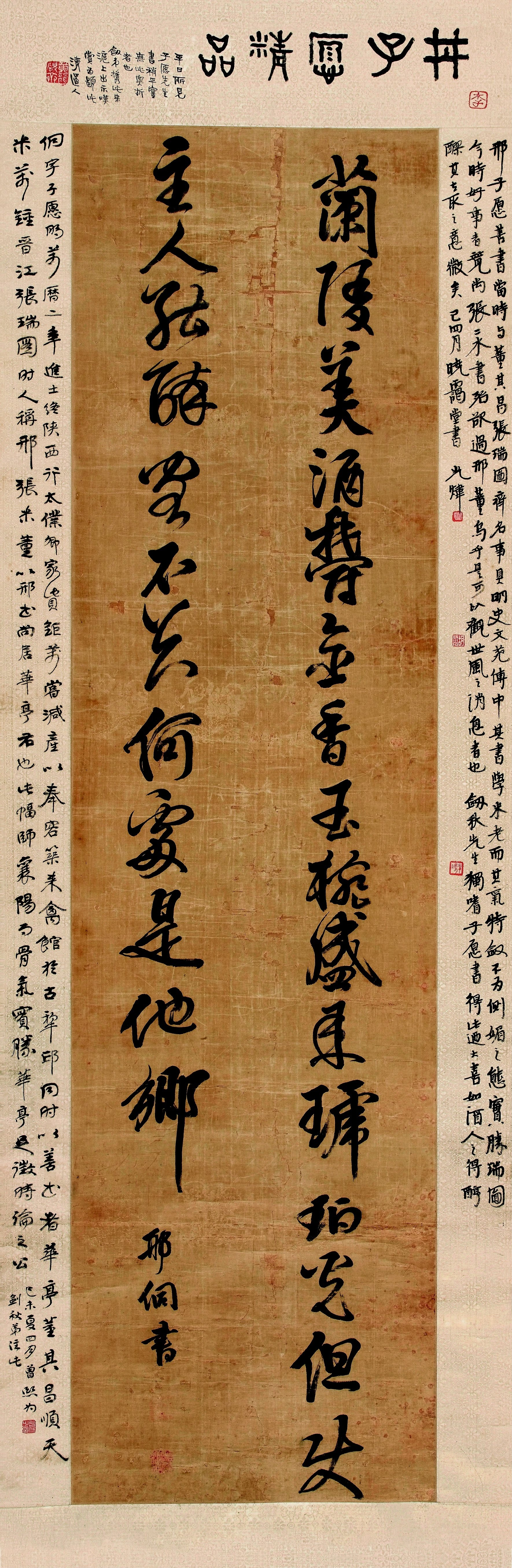
邢侗行书李白七言诗《客中行》（上海龙美术馆藏）

## 著作
有《来禽馆集》二十九卷，《汉书朝鲜传疏》一卷，《泲园集》五卷，《邢子愿杂著》二册，《墨记》一卷等。

## 家族
曾祖父邢政，举人，曾任岢岚州知州、知府；祖父邢溥，曾任博野县教諭，以長子邢如默貴贈吏科都給事中；父邢如約（1512年-1602年），字信甫，人称邑涯先生，曾任王府良醫正，以子邢侗敕封监察御史。前母趙氏；母萬氏，封孺人。妹邢慈靜，書法家。妹夫馬拯，大同知府。
- 长子邢王瑞，廪生，娶副都御史张九德孫女、禹州判官张兆明女
- 次子邢王稱，庠生，娶太子少保端肅公葛守禮孫女、尚宝司卿葛昕女、临晋知县葛如麟妹
- 三子邢王藹，娶少保大学士文莊公殷士儋孫女、思州知府殷盤女
- 四子邢王桓，聘大理寺评事宋仕女
- 女婿指挥使尹功懋，尹秉衡子
- 女婿杨焘，太学生，给事中杨士鸿子
- 女婿史高先，户部主事，河南按察司副使史邦直子
- 女婿王钟恒，副使王再聘子
- 女婿田裔

## 延伸阅读
[在维基数据编辑]
 在维基文库阅读此作者作品（ 在维基共享资源阅览影像）
 《明史卷二百八十八》，出自《明史》
| 官衔          | 官衔                            | 官衔          |
| ------------- | ------------------------------- | ------------- |
| 前任： 蔡宗堯 | 明朝南宮縣知縣 1575年－萬曆年間 | 繼任： 崔士棨 |